# キール運河
キール運河（キールうんが、ドイツ語：Kiel‐Kanal）は、ユトランド半島を根元のドイツ北部シュレースヴィヒ＝ホルシュタイン州で横断し、北海とバルト海を繋ぐ運河。正式名称は北海バルト海運河（Nord‐Ostsee‐Kanal）。
長さ98 km、幅102 m、水深11 mである。北海とバルト海の海面の間に高度差は少ないが、潮の満ち干に対応するために閘門（こうもん）が運河の両端にある。

## 歴史

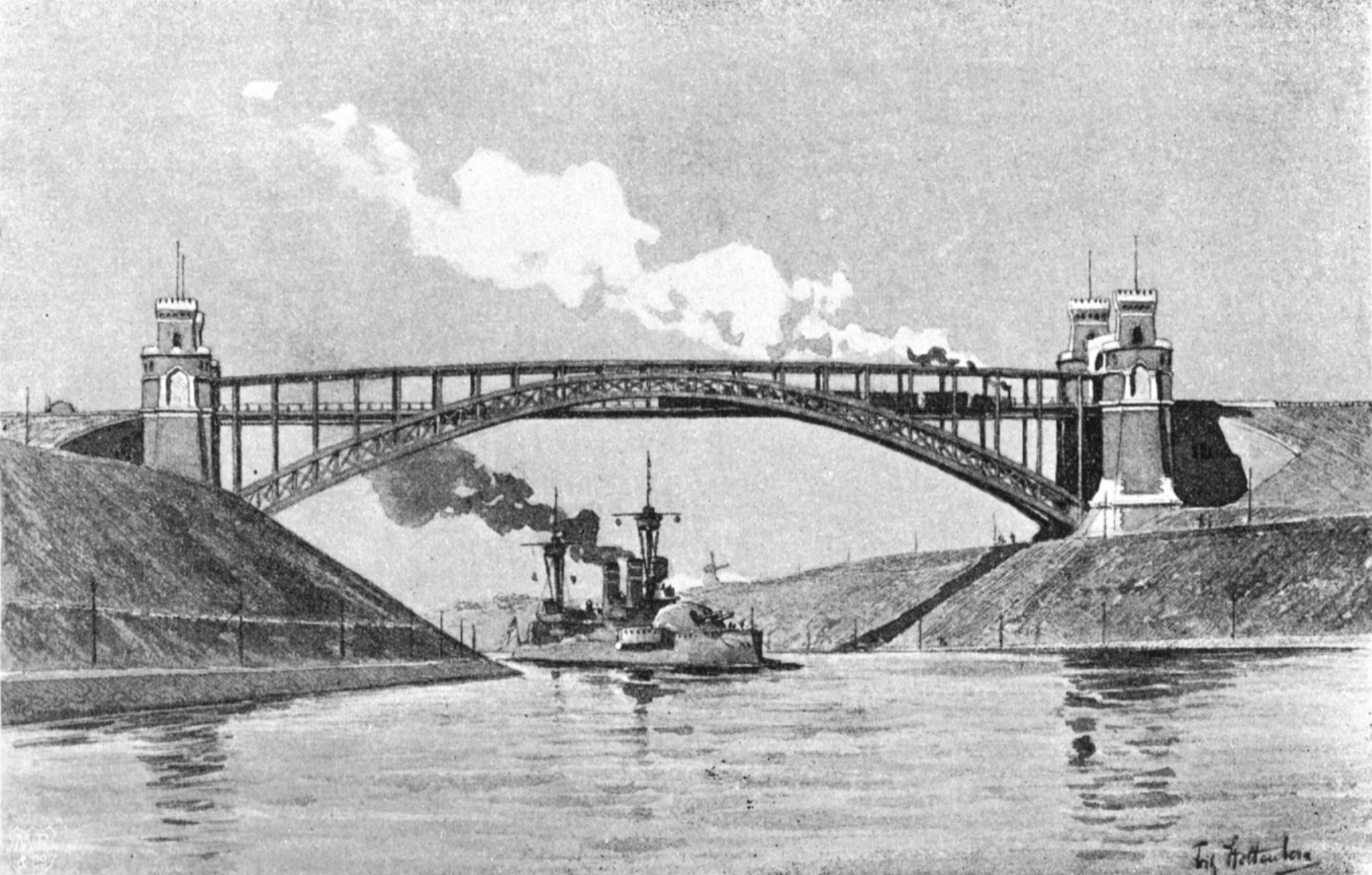
1895年のキール運河

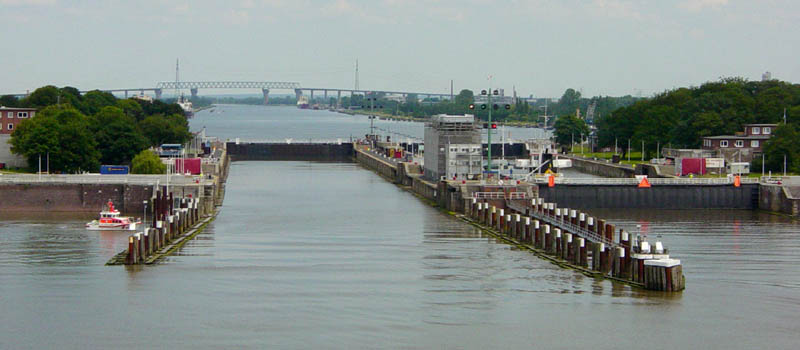
現在のキール運河の閘門

最初に北海とバルト海を繋いだのは、アイダー運河 (Eiderkanal) である。アイダー川を拡張し2つの海を結んだもので、1784年に完成した。しかし、この運河は幅29メートル、深さ3メートルの規模しかなく、通航できる船が喫水の浅い船のみに制限されていた。
1887年には、バルト海沿いの軍港キールと北海（エルベ川河口）に面したブルンスビュッテルとを結ぶ新運河「キール運河」の建造が開始され、1895年に完成した。その後、1907年と1914年に拡張された。現在では、スエズ、パナマ両運河と並ぶ世界三大運河の一つに数えられる国際運河である。
1919年のヴェルサイユ条約第380条で、この運河はドイツの主権下にはおかれるものの、すべての国の商船に通航権があたえられるとして国際運河となり、1923年の常設国際司法裁判所によるウィンブルドン号事件判決でも追認された。しかし、ヒトラー政権が成立した後の1936年に破棄され、ドイツが閉鎖的に活用することとなった。現在、ドイツ連邦共和国ではこの運河を国際運河として、広く世界各国に開放している。